# Limido Comasco
Limido Comasco là một đô thị ở tỉnh Como trong vùng Lombardia, có cự ly khoảng 30 kilômét (19 mi) về phía tây bắc của Milano và khoảng 15 kilômét (9 mi) về phía tây nam của Como. Tại thời điểm ngày 31 tháng 12 năm 2004, đô thị này có dân số 2.579 người và diện tích là 4,5 km².
Đô thị Limido Comasco có các frazione (đơn vị trực thuộc) Cascina Restelli.
Limido Comasco giáp các đô thị: Cislago, Fenegrò, Lurago Marinone, Mozzate, Turate.